# Тавелон
Тавелон  (швед. Tavelån) — річка на півночі Швеції, у лені Норрботтен. Довжина річки становить 50 км, площа басейну  — 409,9 км²   Середня річна витрата води — 4,61 м³/с.   На річці побудовано 1 мала ГЕС з встановленою потужністю 0,03 МВт й з середнім річним виробництвом 0,04 млн кВт·год. 
Більшу частину басейну річки — 78,57 % — займають ліси. Болота й озера займають відповідно 3,5 %  та 4,42 % площі басейну. Території сільськогосподарського призначення займають 11,5 % площі басейну. 